# François Girard
François Girard (Saint-Félicien, 12 gennaio 1963) è un regista, sceneggiatore e produttore teatrale canadese.

## Biografia
La sua carriera ha avuto inizio nel circuito di Montréal. Nel 1990 ha prodotto il suo primo film, Cargo. Nel 1998 ha scritto e diretto Il violino rosso, che ha vinto un Premio Oscar (migliore colonna sonora), tredici Genie Award e nove Jutra. Il regista ha ottenuto anche un riconoscimento al Tokyo International Film Festival e una nomination ai Golden Globe 2000 nella categoria miglior film straniero. Ha iniziato a lavorare anche per il teatro, dirigendo in tal senso spettacoli sui palchi di Canada, Stati Uniti, Giappone ed Europa. Nel 2007 ha diretto il film Seta (dal romanzo di Alessandro Baricco), interpretato da Michael Pitt e Keira Knightley.

## Filmografia

### Regista
- Cargo (1990)
- Trentadue piccoli film su Glenn Gould (Thirty Two Short Films About Glenn Gould) (1993)
- Il violino rosso (Le violon rouge) (1998)
- Seta (Silk) (2007)
- L'ottava nota - Boychoir (Boychoir) (2014)
- Hochelaga, Terre des Âmes (2017)
- The Song of Names - La musica della memoria (2019)

### Sceneggiatore
- Cargo, regia di François Girard (1990)
- Trentadue piccoli film su Glenn Gould (Thirty Two Short Films About Glenn Gould), regia di François Girard (1993)
- Il violino rosso (Le violon rouge), regia di François Girard (1998)
- Seta (Silk), regia di François Girard (2007)
- Hochelaga, Terre des Âmes, regia di François Girard (2017)

### Attore
- Il paradiso probabilmente (It Must Be Heaven), regia di Elia Suleiman (2019)
- I tre moschettieri - D'Artagnan (Les trois mousquetaires: D'Artagnan), regia di Martin Bourboulon (2023)